# Đồng Quán
Đồng Quán (chữ Hán: 童貫; 1054-1126) là hoạn quan và tướng quân nhà Bắc Tống trong lịch sử Trung Quốc.

## Lũng đoạn triều đình
Đồng Quán tên tự là Đạo Phu (道夫), người kinh thành Khai Phong. Khi mới vào cung làm thái giám, ông khéo lấy lòng cấp trên, phụng sự Thừa Thuận. Ông được mô tả là người tính tình bề ngoài nhu mì, linh hoạt; có vóc dáng cao lớn lực lưỡng và gân cốt rắn chắc, có cả râu, không giống quan hoạn
Tống Huy Tông lên ngôi có đặt ra Ty kim minh lo việc thu thập sách vở cho vua. Đồng Quán được sai làm việc này. Vì việc đi thu thập sách cho Huy Tông, Đồng Quán bắt đầu quan hệ với Sái Kinh. Sái Kinh nhờ Đồng Quán tiến dẫn với Tống Huy Tông, từng bị đắc tội nhưng được Đồng Quán nói giúp nên được tại vị, sau đó được Huy Tông cất nhắc làm Tể tướng.
Vùng Thiểm Tây có quân nước Tây Hạ vào lấn chiếm, Sái Kinh tiến cử Đồng Quán, ca ngợi tài năng của ông. Vì vậy Huy Tông sai Vương Hậu làm tướng, Đồng Quán làm giám quân, mang 10 vạn quân đi đánh Tây Hạ. Khi quân đi ra khỏi kinh thành Khai Phong thì trong cung có hỏa hoạn. Tống Huy Tông vội sai sứ đuổi theo gọi Đồng Quán mang quân về, nhưng Đồng Quán giấu lệnh vào ống giày, rồi nói dối Vương Hậu rằng vua Huy Tông thúc giục các tướng lập công. Vương Hậu ra trận dốc sức chiến đấu, thu phục được 4 châu. Nhờ công lao đó, Đồng Quán được thăng làm Cảnh phúc điện sứ, Quan sát sứ Nhương châu. Hoạn quan bắt đầu làm việc Quan sát sứ bắt đầu từ đó.
Ít lâu sau, Đồng Quán được cử làm Chế trí sứ Chiêu Hà, Hi Hoàng, rồi được đề bạt làm Vũ Khang quân Tiết độ sứ. Sau đó Đồng Quán lại có công thu phục Đào châu, được kiêm chức Kiểm hiệu tư không.
Kể từ khi được thăng tiến, Đồng Quán tỏ ra cậy thế công thần, làm việc theo ý riêng, không tâu báo lên trên. Chính Sái Kinh cũng bắt đầu tỏ ra bất mãn với ông.
Năm 1111, Đồng Quán được thăng làm Kiểm hiệu thái úy. Ông được Tống Huy Tông sai đi sứ nước Liêu, bất chấp có người can ngăn rằng sai hoạn quan đi sứ sẽ làm mất thể diện quốc gia. Khi đi sứ, Đồng Quán đã có công đưa được Mã Thực bị nước Liêu giữ trước đó về nước. Do việc đi sứ trở về, Đồng Quán càng được lòng Huy Tông, sai nắm giữ quân đội trung ương và tham gia nhiều quyết sách của triều đình. Ông được kiêm làm Tuyên phù sứ Thiểm Tây, Hà Đông và Hà Bắc. Ít lâu sau ông lại được thăng làm Khai phủ nghi đồng tam ty, Thiêm thư khu mật viện ở Hà Tây, Hà Bắc, trở thành người đứng đầu quân đội nhà Bắc Tống.
Sau không đầy 3 năm ở Khu mật viện, ông tiếp tục cai quản 9 trấn, thăng làm Kinh quốc công. Người đời lúc đó gọi Sái Kinh là "tướng ông", Đồng Quán là "tướng bà".
Để đối phó với Tây Hạ, Đồng Quán cử quân tinh nhuệ đất Tần, Tấn tiến sâu vào Túc quan để ngăn chặn và sai tướng Lưu Đức đi đánh Sóc Phương. Lưu Đức ngần ngại không đi, bị Đồng Quán bắt ép phải ra trận, kết quả bị phục binh Tây Hạ giết chết khiến quân sĩ vùng Tứ Xuyên lo lắng. Đồng Quán giấu tin Lưu Đức tử trận, tâu lên Tống Huy Tông là quân Tống thắng trận. Bá quan nhiều người vào chúc mừng Huy Tông, có một số người biết sự thật rất căm giận nhưng không dám nói.

## Dẹp Phương Lạp
Để lấy lòng Tống Huy Tông ham thích những cây cỏ lạ, đá quý, Đồng Quán sai thủ hạ là Chu Miễn thành lập Ứng phụng cục (Cục cung ứng phục vụ hoàng đế) chuyên đi tìm kiếm, cướp bóc những thứ quý lạ trong dân gian như ngà voi, sừng tê, cây cảnh quý, đá quý… từ Giang Nam và huy động hàng ngàn phu làm việc chuyên chở về Biện Kinh dâng vua. Đội quân Chu Miễn đã gây ra nhiều cảnh cướp bóc tàn bạo khiến dân Giang Nam rất oán hận.
Năm 1120, tại Giang Nam nổ ra cuộc khởi nghĩa Phương Lạp. Phương Lạp nhanh chóng phát triển lực lượng, thành lập chính quyền nông dân tại 6 châu 52 huyện thuộc 4 tỉnh Giang Tô, Chiết Giang, An Huy và Giang Tây hiện nay.
Tống Huy Tông vội hạ lệnh bãi bỏ việc tìm hoa thạch cương để bớt sự bất bình của dân chúng, rồi cử Đồng Quán giữ chức Tuyên phù sứ Giang, Triết, Hoài Nam, làm tổng chỉ huy cùng Đàm Trinh cầm 15 vạn cấm quân cùng quân từ các vùng Tần, Tấn, Phiên, Hán đi đánh Phương Lạp. Đi theo Đồng Quán đánh dẹp Phương Lạp có quân đội của Vương Uyên, Hàn Thế Trung, Lưu Quang Thế.
Tháng giêng năm 1121, Đồng Quán kéo đến giải vây cho Tú châu, trong ngoài cùng tướng giữ thành là Vương Tử Vũ giáp công đánh tướng nổi dậy là Phương Thất Phật thua to. Quân Tống giết chết 9.000 quân nổi dậy. Phương Lạp rút về cố thủ ở Hàng châu.
Tháng 2 năm 1121, quân tiên phong do đích thân Đồng Quán và Trạch Chân chỉ huy kéo đến bờ sông Thanh Hà, hai cánh quân áp sát lại giáp công. Phương Lạp thua to, phải bỏ chạy. Không lâu sau, các tướng Tống là Lưu Đình Khánh, Vương Ly, Vương Hoán, Dương Hoài Trung, Tân Hưng Tông lần lượt kéo đến hợp sức, lần lượt chiếm lại các thành trì từ tay Phương Lạp.
Tháng 4 năm 1121, Phương Lạp bị bắt sống cùng vợ con và 52 tướng. Sang tháng 3 năm 1122, Đồng Quán dẹp nốt được lực lượng còn sót lại của Phương Lạp, hoàn toàn bình định Giang Nam. Nhờ công dẹp Phương Lạp, Đồng Quán được phong làm Thái sư, đổi đất phong đến nước Sở.

## Chống lệnh bị giết
Nhà Tống nhân lúc nhà Liêu (tộc người Khiết Đan) bị nhà Kim (tộc người Nữ Chân) nổi lên đánh, bèn cất quân tiến lên phía bắc nhằm thu hồi đất cũ. Quân đội của Lưu Cáp và Nhạc Phi đi theo Đồng Quán đánh Liêu. Đồng Quán vốn đã chủ định liên kết với Kim để diệt Liêu, bèn dùng tiền đút lót cho người Kim để lấy 4 châu Đan, Thuận, Cảnh, Kế lấy từ tay nước Liêu. Cuối cùng người Kim đồng ý nhưng mang hết dân đi, nhà Tống chỉ thu được 4 thành bỏ trống. Tuy vậy Đồng Quán cũng có công thu hồi đất, được phong làm Chân tam công, đất phong được thêm 2 nước Từ, Tượng. Đầu năm 1123, ông được phong làm Tuyên phù sứ Hà Bắc, Yên Sơn. Năm 1125, ông lại được phong làm Quảng Dương quận vương.
Năm 1125, nhà Kim sau khi diệt nhà Liêu bèn cất quân xuống phía nam đánh Tống. Quân Kim mạnh mẽ, nhà Tống bị uy hiếp nặng nề. Đồng Quán đang ở Thái Nguyên, bèn cử Mã Khuếch, Tân Hưng Tông đi sứ nước Kim. Người Kim sai sứ giả sang trách nhà Tống thu nhận kẻ thù của nước Kim và hẹn cất đại quân. Sứ Kim khuyên Đồng Quán nên dâng Hà Đông và Hà Bắc cho Kim. Đồng Quán hoảng sợ, tính đường rút về Biện kinh. Dù Trương Hiếu Thuần khuyên ông nên quyết chiến nhưng Đồng Quán không dám ra quân mà rút về kinh.
Đầu năm 1126, Tống Huy Tông nhường ngôi cho con là Khâm Tông lên làm thái thượng hoàng. Đồng Quán trở về Biện kinh. Tống Khâm Tông tuyên bố sẽ thân chinh ra trận, sai Đồng Quán ở lại giữ kinh thành. Đồng Quán không nghe lệnh Khâm Tông, cậy mình được lòng thượng hoàng Huy Tông bèn mang quân bản bộ hộ tống thượng hoàng chạy về phía nam để tránh mũi nhọn quân Kim. Khi thượng hoàng Huy Tông qua cầu phao, một số tướng sĩ trèo lên cầu khóc nức nở mong thượng hoàng ở lại ứng chiến. Đồng Quán sợ không đi nhanh được, bèn sai quân cung nỏ bắn vào họ, làm chết vài trăm người. Nhiều dân thường cũng khóc không muốn thượng hoàng đi.
Nhiều đại thần bất bình, cùng nhau kiến nghị vua Khâm Tông. Khâm Tông giận dữ lệnh giữ Đồng Quán lại, đưa sang làm Tả vệ thượng tướng quân, rồi lại điều làm Chiêu Hòa quân Phó tiết độ sứ.
Không lâu sau Đồng Quán bị Khâm Tông bắt lưu đày đến Anh châu, sung vào quân đội ở Cát Dương. Khi ông chưa tới nơi, Khâm Tông lại sai Giám sát ngự sử Thượng Huy mang chiếu thư đuổi theo, kể 10 tội trạng của ông, rồi xử tử ngay trên đường. Năm đó Đồng Quán 73 tuổi.
Thượng Huy giết Đồng Quán xong, bỏ xác vào bao tải mang về Biện kinh cho mọi người cùng xem.

## Nhận định
Đồng Quán được đánh giá là người tính tình rộng rãi, độ lượng, trong cung có nhiều phi tần thích giao du với ông. Trong cung cấm, ông được nhiều người ca ngợi. Trong 20 năm cầm quân, ông thường nghiêm khắc khiến quân sĩ rất sợ mệnh lệnh. Do chuyên quyền cậy công, làm nhiều điều bạo ngược cuối cùng Đồng Quán bị giết.

## TrongThủy hử
Đồng Quán trong tác phẩm Thủy hử của Thi Nại Am và La Quán Trung được mô tả là một gian thần, cùng phe với Cao Cầu, Sái Kinh và Dương Tiễn luôn có mưu đồ cướp đoạt công lao và làm hại các anh hùng Lương Sơn Bạc.
Khi Tống Huy Tông có chủ trương chiêu an Tống Giang, Đồng Quán cùng ý kiến với Cao Cầu, phản đối chiêu an, do đó khi Tống Huy Tông thu nhận cho các thủ lĩnh Lương Sơn Bạc đầu hàng, Đồng Quán và Cao Cầu rất thù ghét họ.
Trong trận chinh chiến dẹp Phương Lạp, Hậu Thủy hử hư cấu việc Tống Giang và các anh hùng Lương Sơn Bạc là người đi tiên phong, cướp thành giết địch, còn Đồng Quán chỉ dẫn hậu quân theo sau để nhận thành quả, rồi trở về được phong chức. Trên thực tế, Đồng Quán có nhiều công lao chinh chiến trong việc dẹp Phương Lạp.
Tại hồi cuối cùng, khi Tống Công Minh, Lư Tuấn Nghĩa cùng các thủ lĩnh Lương Sơn còn sống sót trở về được phong chức, Đồng Quán đồng mưu với 3 người vu cáo họ có mưu đồ làm phản. Huy Tông tỏ ra nghi ngờ, Đồng Quán cùng 3 đại thần sai thủ hạ bỏ độc vào đồ ăn uống mà Huy Tông ban cho Tống Giang, Lư Tuấn Nghĩa để sát hại họ. Kết quả kéo theo cái chết của Lý Quỳ, Ngô Dụng và Hoa Vinh. Khi vụ việc bị phát giác do Tống Giang hiện hồn báo mộng cho Huy Tông, Đồng Quán và mấy người cùng phe đổ trách nhiệm cho người hầu trực tiếp bỏ thuốc độc cho Tống Giang và Lư Tuấn Nghĩa và ám hại người này. Đồng Quán, Cao Cầu, Sái Kinh và Dương Tiễn chỉ bị Huy Tông trách mắng qua loa không bị trị tội.